# Оушан Појнт
Оушан Појнт (енгл. Ocean Pointe) насељено је место за статистичке потребе у америчкој савезној држави Хаваји. По попису становништва из 2010. у њему је живело 8.361 становника.

## Демографија
Према попису становништва из 2010. у граду је живело 8.361 становника.
| Група             | 2000.  | 2010.         |
| Белци             | . (.%) | 2.619 (31,3%) |
| Афроамериканци    | . (.%) | 615 (7,4%)    |
| Азијати           | . (.%) | 2.547 (30,5%) |
| Хиспаноамериканци | . (.%) | 896 (10,7%)   |
| Укупно            | .      | 8.361         |